# Vietnam Open 2009
Die Vietnam Open 2009 im Badminton fanden vom 6. bis 11. Oktober 2009 in Ho-Chi-Minh-Stadt statt.

## Austragungsort
- Phan Dinh Phung Stadium, Ho-Chi-Minh-Stadt, Vietnam

## Sieger und Platzierte
| Disziplin    | Gold                                 | Silber                                | Bronze                           |
| ------------ | ------------------------------------ | ------------------------------------- | -------------------------------- |
| Herreneinzel | Nguyễn Tiến Minh                     | Chong Wei Feng                        | Tommy Sugiarto                   |
| Herreneinzel | Nguyễn Tiến Minh                     | Chong Wei Feng                        | Andreas Adityawarman             |
| Dameneinzel  | Fransisca Ratnasari                  | Tai Tzu-ying                          | Lydia Cheah Li Ya                |
| Dameneinzel  | Fransisca Ratnasari                  | Tai Tzu-ying                          | Lê Ngọc Nguyên Nhung             |
| Herrendoppel | Luluk Hadiyanto Joko Riyadi          | Hoon Thien How Ong Soon Hock          | Choong Tan Fook Lee Wan Wah      |
| Herrendoppel | Luluk Hadiyanto Joko Riyadi          | Hoon Thien How Ong Soon Hock          | Shin Baek-cheol Lim Khim Wah     |
| Damendoppel  | Anneke Feinya Agustin Annisa Wahyuni | Savitree Amitrapai Vacharaporn Munkit | Chong Sook Chin Woon Khe Wei     |
| Damendoppel  | Anneke Feinya Agustin Annisa Wahyuni | Savitree Amitrapai Vacharaporn Munkit | Lai Pei Jing Ng Hui Ern          |
| Mixed        | Flandy Limpele Cheng Wen-hsing       | Shin Baek-cheol Goh Liu Ying          | Tontowi Ahmad Richi Puspita Dili |
| Mixed        | Flandy Limpele Cheng Wen-hsing       | Shin Baek-cheol Goh Liu Ying          | Lim Khim Wah Ng Hui Lin          |

## Finalergebnisse
| Disziplin    | Sieger                               | Finalist                              | Ergebnis            |
| ------------ | ------------------------------------ | ------------------------------------- | ------------------- |
| Herreneinzel | Nguyễn Tiến Minh                     | Chong Wei Feng                        | 21–7, 19–21, 21–14  |
| Dameneinzel  | Fransisca Ratnasari                  | Tai Tzu-ying                          | 21–19, 15–21, 21–13 |
| Herrendoppel | Luluk Hadiyanto Joko Riyadi          | Hoon Thien How Ong Soon Hock          | 21–19, 22–20        |
| Damendoppel  | Anneke Feinya Agustin Annisa Wahyuni | Savitree Amitrapai Vacharaporn Munkit | 21–14, 21–13        |
| Mixed        | Flandy Limpele Cheng Wen-hsing       | Chan Peng Soon Goh Liu Ying           | 25–23, 21–19        |